# Isolation
Isolation je peti studijski album ameriške rock skupine Toto, ki je izšel 18. oktobra 1984 pri založbi Columbia Records. Album je bil eden od dveh, ki ga je skupina posnela s Fergiejem Frederiksnom kot glavnim vokalistom. Čeprav je bil Isolation dosti manj uspešen od predhodnika Toto IV, je album postal zlat. Na promocijski turneji, ki se je odvijala po izdaji tega albuma, je skupina na koncertih izvajala zelo malo skladb z njega.
Frederiksen je med snemanjem zamenjal prejšnjega glavnega vokalista Bobbyja Kimballa, vendar je ta pred tem s skupino že posnel nekaj skladb. Kimballove spremljevalne vokale lahko slišimo pri skladbi »Stranger in Town«.

## Seznam skladb
| Stran 1 | Stran 1            | Stran 1                   | Stran 1 |
| Št.     | Naslov             | Pisec                     | Dolžina |
| ------- | ------------------ | ------------------------- | ------- |
| 1.      | „Carmen‟           | David Paich, Jeff Porcaro | 3:25    |
| 2.      | „Lion‟             | Bobby Kimball, Paich      | 4:46    |
| 3.      | „Stranger in Town‟ | Paich, J. Porcaro         | 4:47    |
| 4.      | „Angel Don't Cry‟  | Fergie Frederiksen, Paich | 4:21    |
| 5.      | „How Does It Feel‟ | Steve Lukather            | 3:50    |

| Stran 2 | Stran 2           | Stran 2                                                | Stran 2 |
| Št.     | Naslov            | Pisec                                                  | Dolžina |
| ------- | ----------------- | ------------------------------------------------------ | ------- |
| 6.      | „Endless‟         | Paich                                                  | 3:40    |
| 7.      | „Isolation‟       | Frederiksen, Lukather, Paich                           | 4:04    |
| 8.      | „Mr. Friendly‟    | Frederiksen, Lukather, Paich, J. Porcaro, Mike Porcaro | 4:22    |
| 9.      | „Change of Heart‟ | Frederiksen, Paich                                     | 4:08    |
| 10.     | „Holyanna‟        | Paich, J. Porcaro                                      | 4:19    |

## Singli
- »Stranger in Town« / »Change of Heart«
- »Holyanna« / »Mr. Friendly«
- »How Does It Feel« / »Mr. Friendly«
- »Angel Don't Cry« / »Mr. Friendly«
- »Endless« / »Isolation« (izdano v VB)

## Zasedba

### Toto
- Fergie Frederiksen – solo vokal, spremljevalni vokal
- Steve Lukather – kitare, solo vokal, spremljevalni vokal
- David Paich – klaviature, solo vokal, spremljevalni vokal
- Steve Porcaro – klaviature
- Mike Porcaro – bas kitara
- Jeff Porcaro – bobni, tolkala

### Dodatni glasbeniki
- Londonski filharmonični orkester – godala
- Lenny Castro – tolkala
- Joe Porcaro – tolkala
- James Newton Howard – orkestrski aranžmaji (5, 9)
- Mike Cotten – sintetizator (3)
- Tom Scott – saksofon
- Chuck Findley – trobenta
- Jerry Hey – trobenta, aranžma (2)
- Richard Page – spremljevalni vokal (5)
- Tom Kelly – spremljevalni vokal (5)
- Gene Morford – bas vokal (3)
- Bobby Kimball – spremljevalni vokal